# Plaesius pudicus
Plaesius pudicus är en skalbaggsart som beskrevs av Sylvain Auguste de Marseul 1864. Plaesius pudicus ingår i släktet Plaesius och familjen stumpbaggar. Inga underarter finns listade i Catalogue of Life.